# Mariabuchen

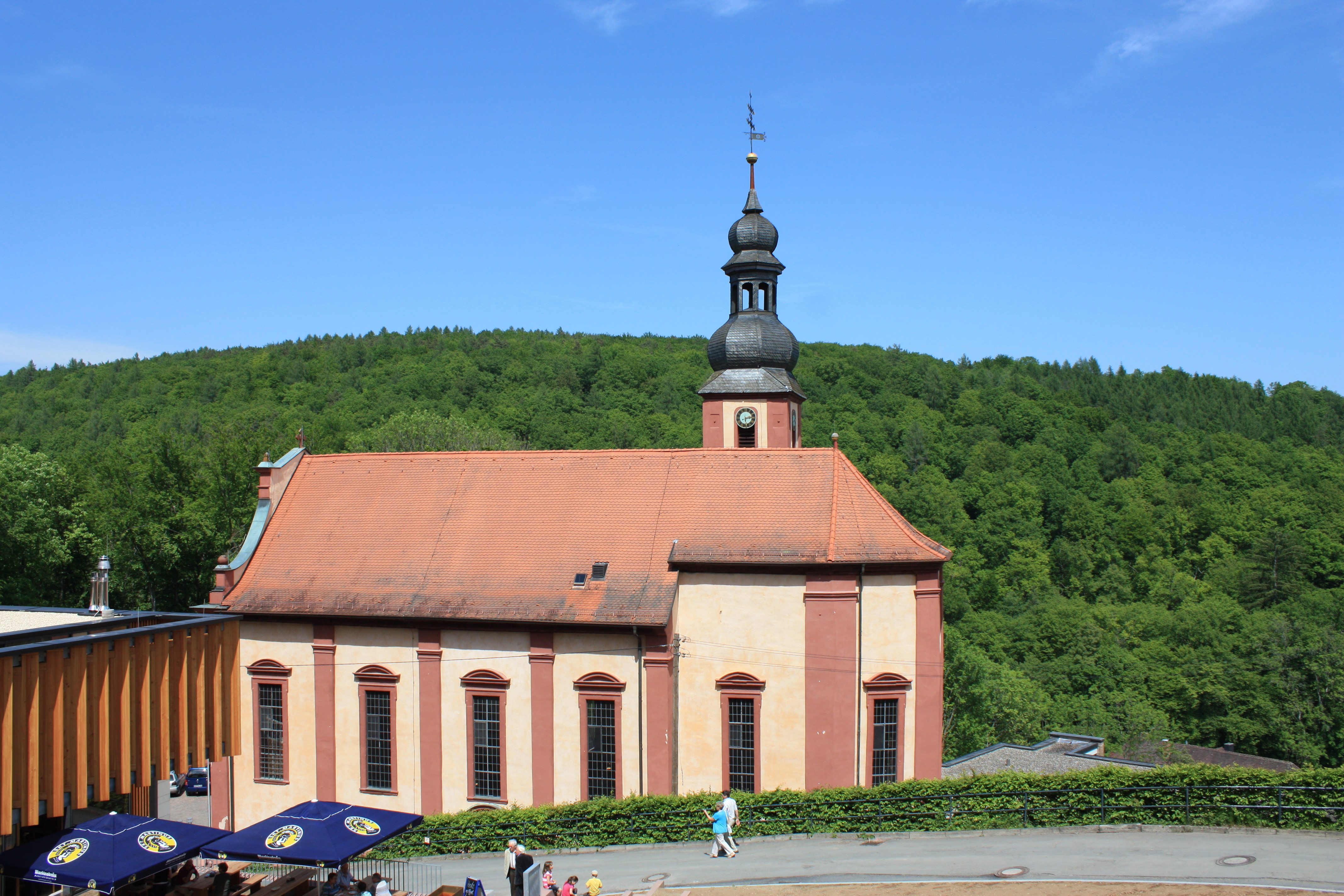
Wallfahrtskirche Mariabuchen

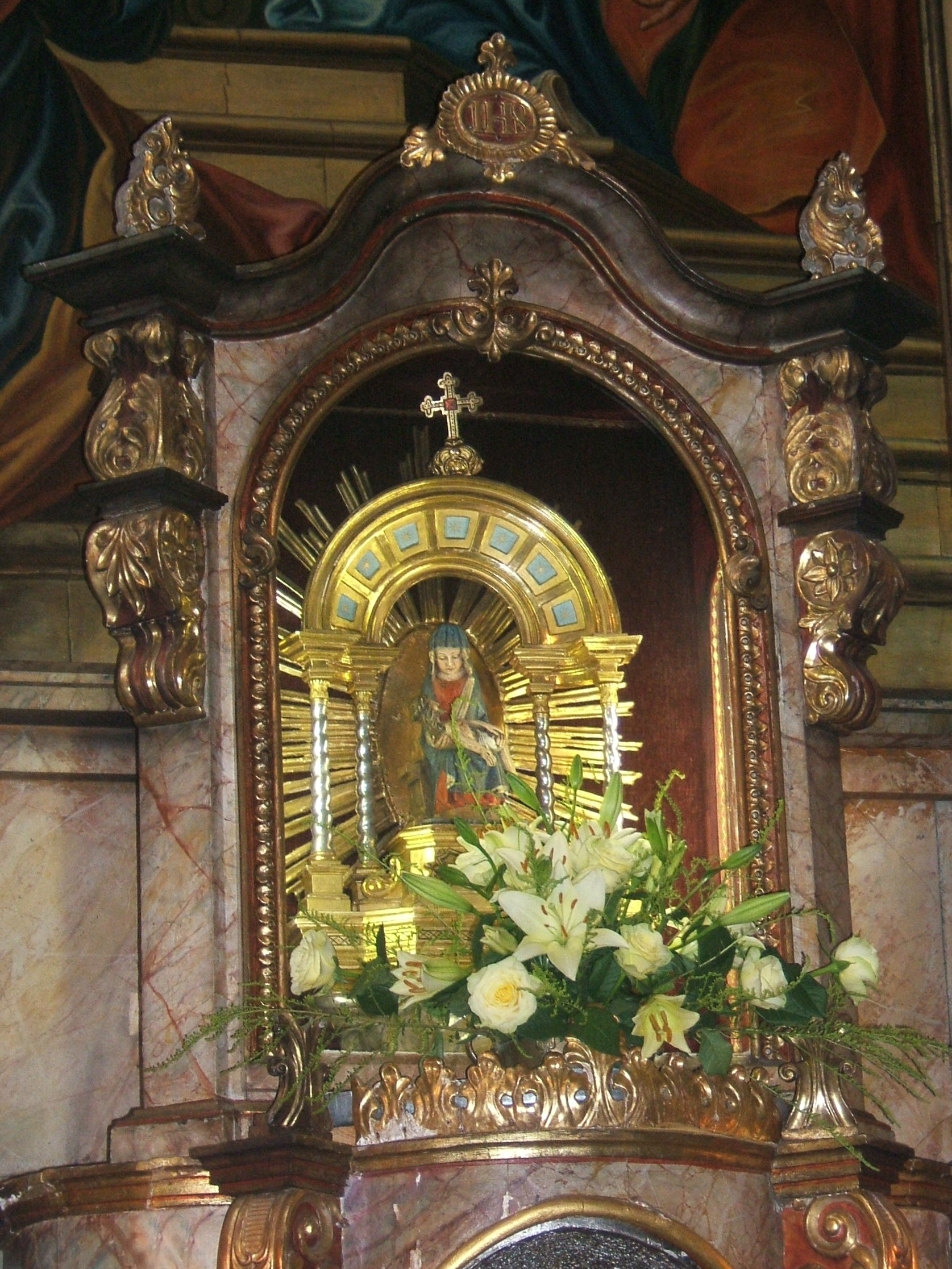
Das Gnadenbild

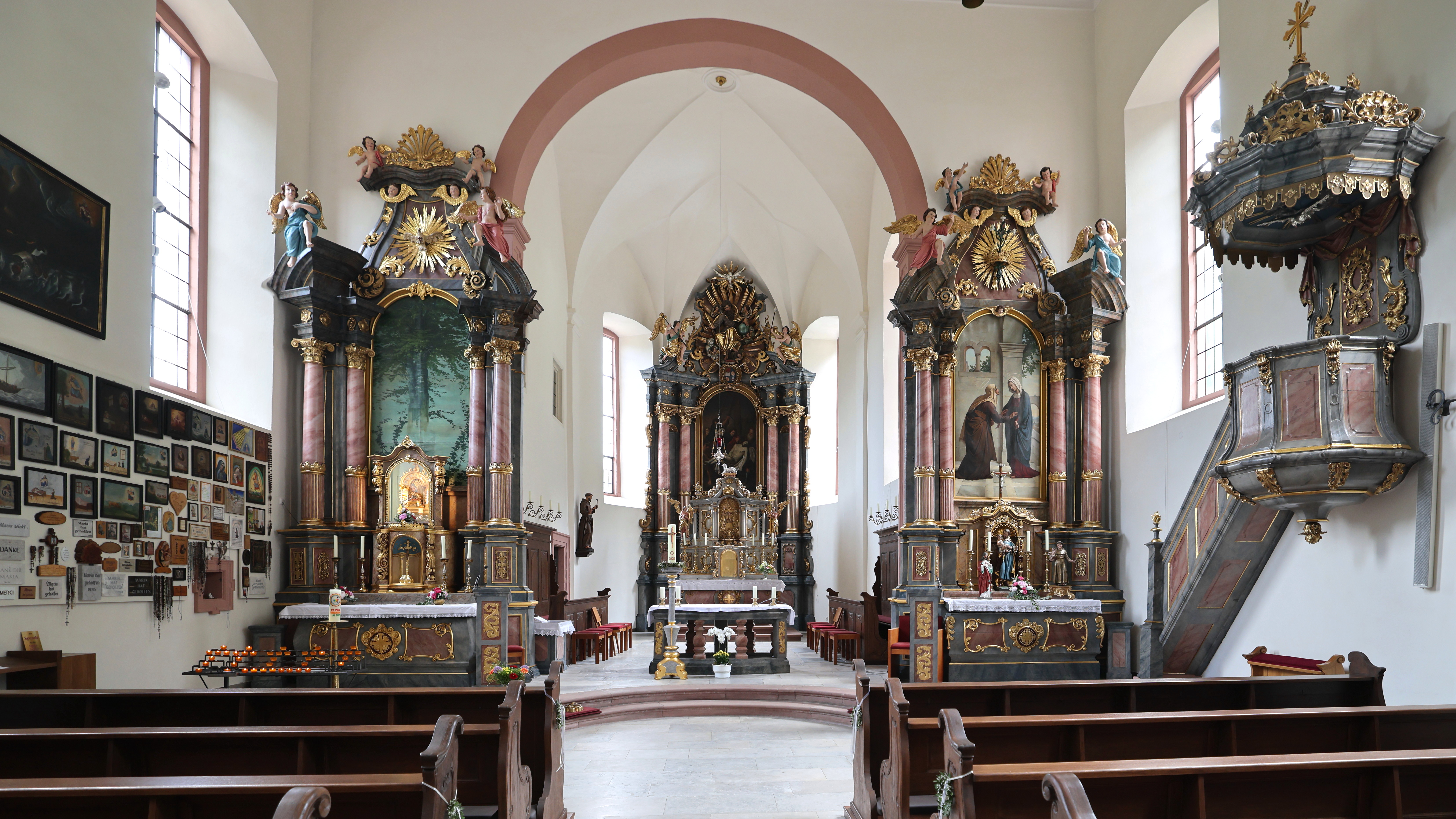
Innenraum der Wallfahrtskirche

Die Wallfahrtskirche Mariabuchen liegt im östlichen Teil der Stadt Lohr am Main in der Gemarkung Sendelbach. Mariabuchen ist ein Gemeindeteil von Lohr. Es ist eines der bekanntesten Wallfahrtsziele des Spessarts. Die Kirche wurde am 29. Mai 1701 vom Würzburger Weihbischof Stephan Weinberger (1667–1703) geweiht. Die an einem Waldweg, einstmals der kürzesten Verbindung zwischen Lohr am Main und Karlstadt, gelegene Kirche blickt, wenn man der Legende Glauben schenkt, jedoch auf eine weitaus längere Geschichte zurück.

## Legende
Der Legende zufolge hatte ein Hirte im Mittelalter eine selbst geschnitzte Marienfigur in das Astloch einer Buche gestellt, um dort in Ruhe seiner Frömmigkeit nachzugehen. Das mit der Zeit eingewachsene Figürchen wurde auch den Bewohnern der umliegenden Dörfer allmählich bekannt, womit der Grundstein des Wallfahrtsortes gelegt war.
Die mit den Jahren in den Baum eingewachsene Figur geriet wieder in Vergessenheit. Jedoch sei es Ungläubigen nicht möglich gewesen, an der Buche vorbeizugehen. Eine unsichtbare Kraft hielt sie davon ab. Eines Tages jedoch stieß ein über dieses Hindernis erboster Ungläubiger sein Schwert in die Buche, worauf dreimal die Worte „O Weh“ ertönten und sein Schwert an der Spitze blutig war. Der Ungläubige war darüber so erschrocken, dass er wie angewurzelt stehen blieb und erst von vorüberziehenden Christen wieder befreit wurde. Daraufhin fällte man die Buche, wobei man die eingewachsene Figur wiederfand. Sie hatte die Kerbe des Schwertes in der Rückseite. Diese Vorfälle brachten den Ungläubigen dazu, Christ zu werden und sich fortan in der Nähe von Mariabuchen aufzuhalten.

## Die Wallfahrtskirche
Der älteste bauliche Hinweis auf die Auffindung der Marienstatue ist ein Stein mit der Inschrift „1406 I.S.M. (Inventio Sanctae Mariae)“. Dieser Stein ist in der Nordwand der Wallfahrtskirche eingemauert. Die Wallfahrtstradition in der ursprünglichen Kapelle (1434 errichtet) ist in mehreren historischen Quellen erwähnt; Ende des 18. Jahrhunderts war die Kapelle zu klein und sanierungsbedürftig. Ein Neubau wurde 1692 in Auftrag gegeben, 1701 geweiht und um 1725 fertiggestellt.
Zur barocken Inneneinrichtung gehören eine Kanzel, ein Hochaltar (gestiftet 1701, mit Grablegung Christi von Oswald Onghers dem Jüngeren – Sohn des bekannteren Malers aus Mecheln -) und zwei Seitenaltäre, deren Altarbilder Tempelgang Mariens und Verkündigung darstellen. Das gotische Gnadenbild, eine Pietà, ist am linken Seitenaltar zu finden.
Votivtafeln von wundersamen Gebetserhörungen und Heilungen aus dem 17. bis 19. Jahrhundert sind links vom Altar angebracht. Die älteste stammt aus dem Weihejahr 1701.
1882 wurde das Gnadenbild restauriert. Der Kircheninnenraum wurde 1994 renoviert und mit einer neuen Orgel versehen.

## Kloster zur Betreuung der Wallfahrer

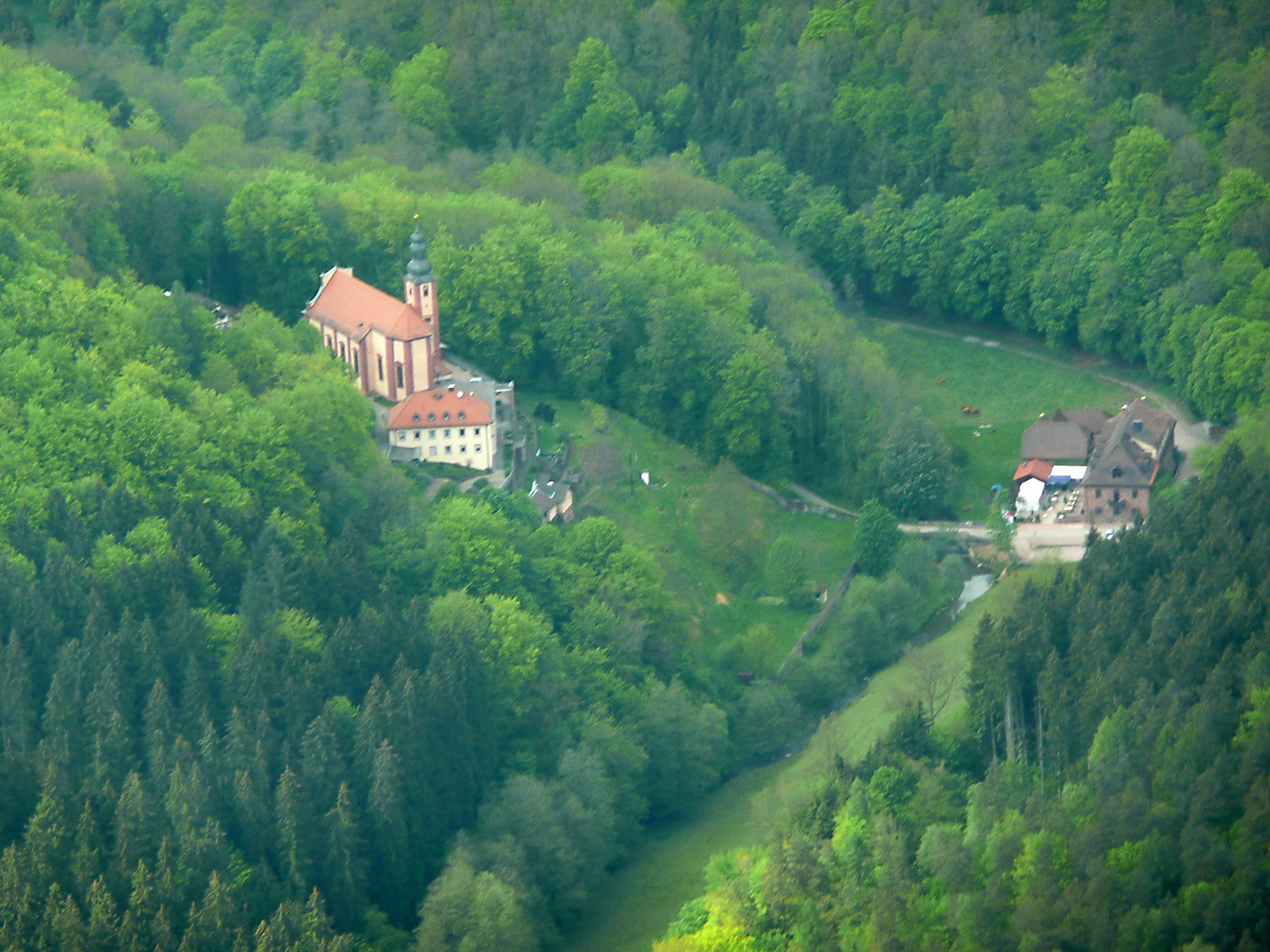
Luftbild Kirche und Buchenmühle

Der Würzburger Fürstbischof Christoph Franz von Hutten rief 1726 die Kapuziner zur Betreuung der Wallfahrer nach Mariabuchen. Es entstand unmittelbar neben der Wallfahrtskirche ein Kloster und Hospiz mit 19 Zellen, Refektorium, Küche und Pfortenstube. 1741–45 wurde der Konvent nach Plänen von Bruder Ägidius von Arnstein vergrößert und umgebaut. Ferner wurde eine Eremitage mit Wohn- und Schlafstube, Küche und Nebenraum errichtet; sie war von einem Zier- und Obstgarten umgeben. Dort gab es auch die Buchenschänke mit zwei Gasträumen und Küche.
1803 wurde das Kloster infolge des Reichsdeputationshauptschlusses zunächst säkularisiert. Es wurde jedoch 1849 von Kapuzinern wiederbesiedelt, und die Wallfahrten wurden wieder aufgenommen. Gut ein Jahrhundert später geriet das Klosterleben wegen Mängeln an den Baulichkeiten und unzureichender Wohnverhältnisse in eine Krise. Die Kapuziner wollten das Kloster aufgeben. 1969 wurde auf Initiative des langjährigen Guardians Arno Fahrenschon das Wallfahrtswerk Mariabuchen e. V. zum Erhalt und zur Förderung der Wallfahrtstradition gegründet. 1971–72 entschied man sich zum Abbruch und kompletten Neubau der nicht mehr sanierungsfähigen Konventsgebäude. Die alte Buchenschänke war bereits 1962–64 durch die Gaststätte Waldrast ersetzt worden.
Im Jubiläumsjahr 1995 wurde die 600-Jahr-Feier (gerechnet ab Auffinden des Gnadenbildes) mit Bischof Paul-Werner Scheele begangen.
2002 wurde der Kapuziner-Konvent aus Personalmangel aufgelöst. Polnische Minoriten übernehmen seitdem Kloster und Pilgerbetreuung.
2011 wurde die Waldrast abgerissen. Der gleichnamige Nachfolgebau wurde am 25. März 2012 eingeweiht.

## Wallfahrt
Seit den 1970er Jahren ist Mariabuchen alljährlich wieder Ziel vieler Pilger sowie großer Wallfahrten.

## Infrastruktur

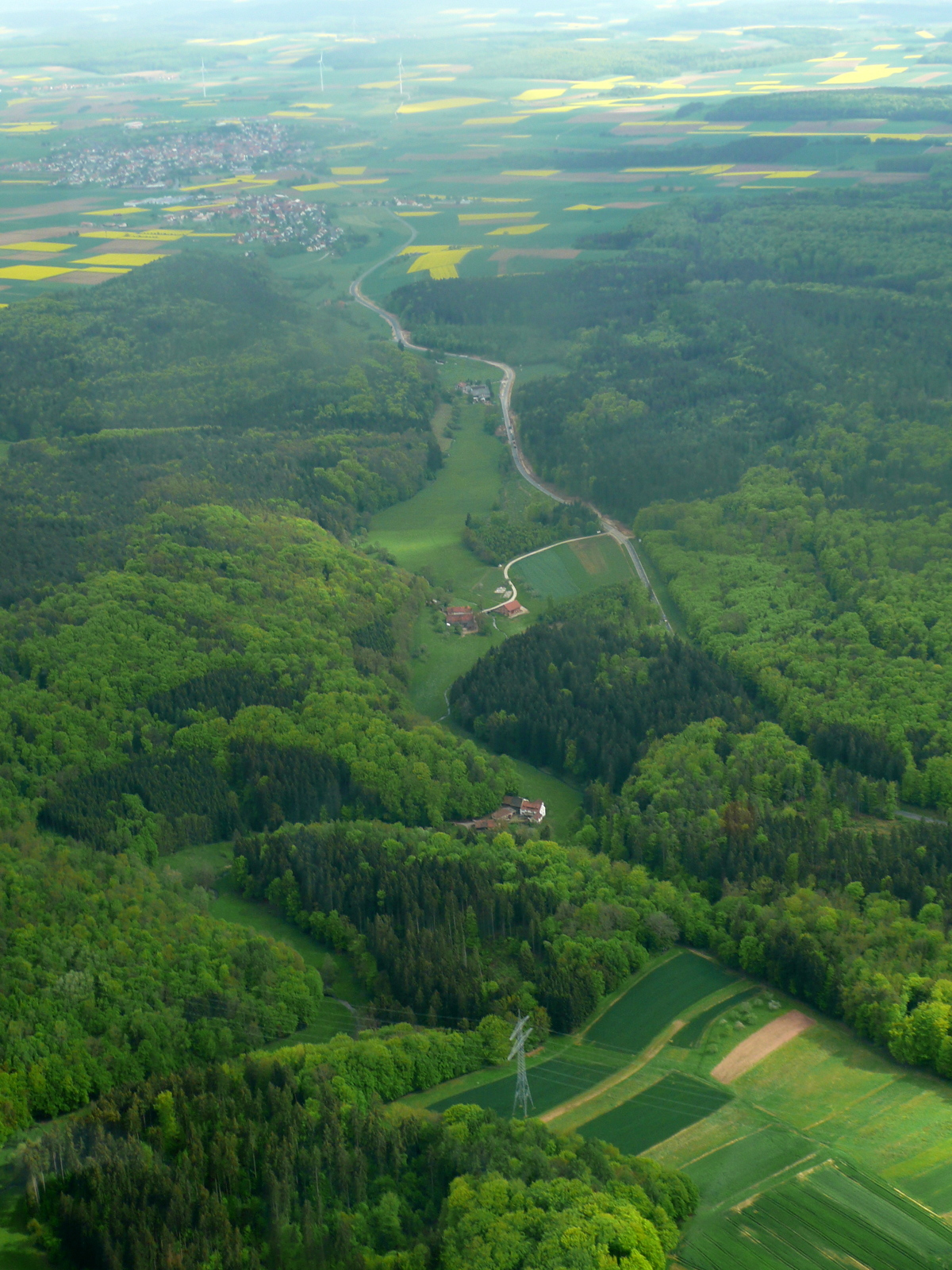
Panorama Buchental. Jägersmühle, Reusenmühle, Mittel- und Obermühle.

Von Steinbach  führen ein Wanderweg links (westlich) des Buchenbachs vorbei an einigen Felsformationen und ein asphaltierter Radweg rechts des Bachs zur Buchenmühle, die nur 100 Meter von Mariabuchen entfernt ist, aber gut 30 Meter niedriger liegt und bereits zur Gemarkung Steinbach gehört. Hier kreuzt der Fränkische Marienweg, ein Fernwanderweg zu den fränkischen Wallfahrtsorten.
Die historische Buchenmühle aus rotem Mainsandstein wurde bereits 1726 erwähnt; erbaut wurde sie als Wassermühle und Gaststätte für die Wallfahrer. Sie ist noch heute ein beliebtes Ausflugsziel für Wanderer, Hochzeiten und Familienfeiern. Von den sieben Mühlen, die es im Buchenbachtal einst gab, ist sie als einzige übrig.
Von der Buchenmühle führt ein steiler Treppenweg nach Mariabuchen. Ein weiterer Wanderweg führt von Sendelbach vorbei an einem Marienbildstock (Aussichtspunkt) zur Wallfahrtskirche.
Direkt am Kirchplatz befindet sich mit dem Buchenstüble mit Fachwerk-Obergeschoss eine weitere Gaststätte.